# 香港瓜馥木
香港瓜馥木（学名：Fissistigma uonicum）为番荔枝科瓜馥木属的植物，是中国的特有植物。分布于中国大陆的广东、福建、广西、湖南等地，生长于海拔240米的地区，一般生长在丘陵山地林中，目前尚未由人工引种栽培。

## 别名
港瓜馥木（中国植物学杂志）；角洛子藤（广西上思）；大酒饼子（广西）；打鼓藤（广东增城）；山龙眼藤（广东海县）